# Alan Grayson

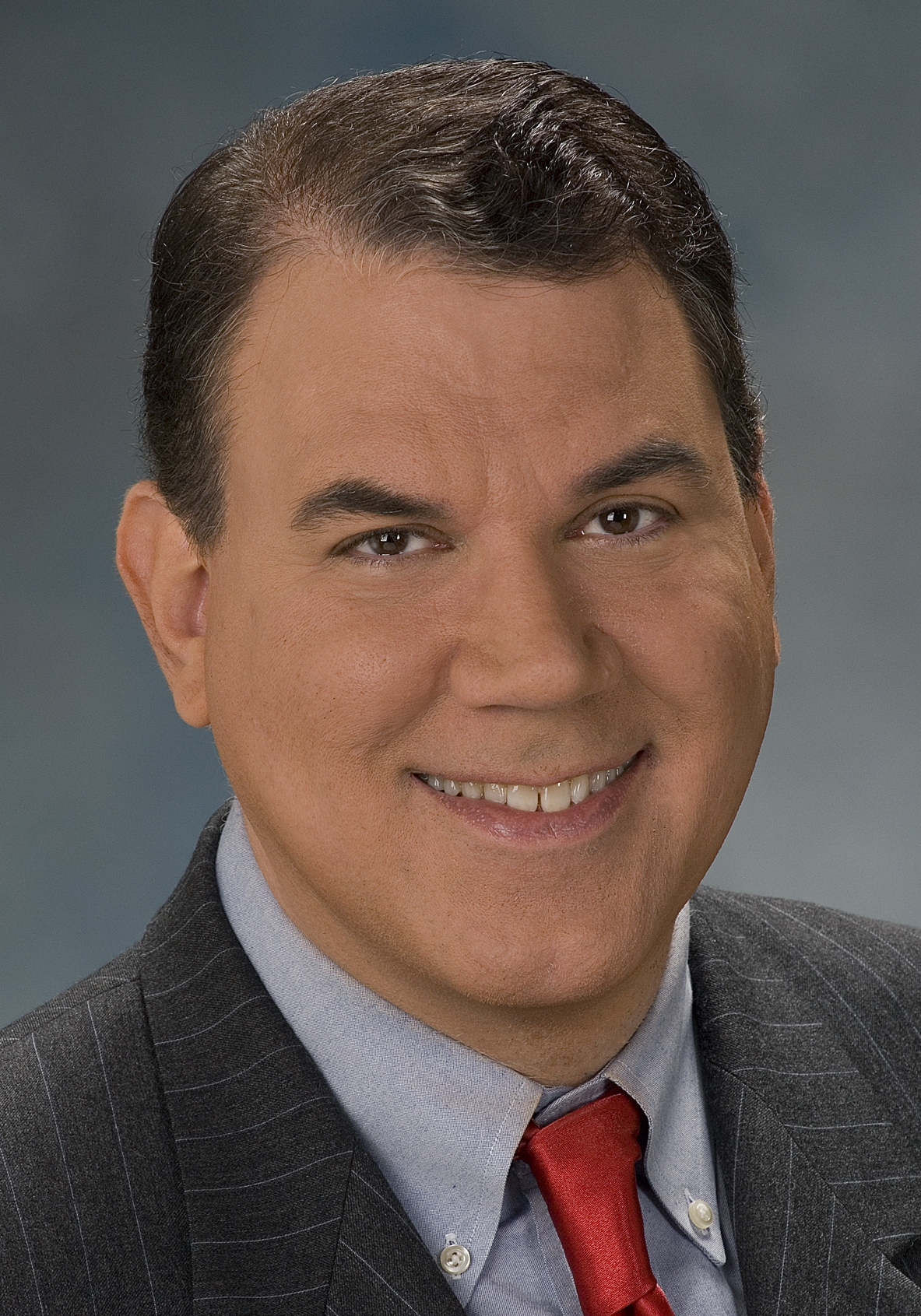
Alan Grayson

Alan Mark Grayson (* 13. März 1958 in der Bronx, New York City) ist ein US-amerikanischer Politiker. Er vertrat seit 2013 als Abgeordneter des Repräsentantenhauses  den 9. Kongressdistrikt des Staates Florida. Dieses Mandat erlosch am 3. Januar 2017, nachdem er im Jahr 2016 nicht mehr kandidiert hatte, um sich einer erfolglosen Senatskandidatur zu widmen. Zwischen 2009 und 2011 vertrat er bereits den 8. Kongressdistrikt von Florida.

## Werdegang
Alan Grayson besuchte zunächst die Bronx High School of Science und studierte danach bis 1983 an der Harvard University, unter anderem Jura. Im Jahr 1983 war er als Law Clerk beim Obersten Gerichtshof des Staates Colorado angestellt. Von 1984 bis 1985 arbeitete er in gleicher Funktion am Bundesberufungsgericht für den Gerichtskreis Washington, D.C. In den folgenden Jahren war er als Rechtsanwalt und Geschäftsmann tätig. Politisch schloss sich Grayson der Demokratischen Partei an. Im Jahr 2006 kandidierte er noch erfolglos für das US-Repräsentantenhaus.
Bei den Kongresswahlen des Jahres 2008 wurde Grayson dann aber im achten Wahlbezirk von Florida in das Repräsentantenhaus in Washington gewählt, wo er am 3. Januar 2009 die Nachfolge des Republikaners Ric Keller antrat. Da er bei den Wahlen des Jahres 2010 nicht bestätigt wurde, konnte er bis zum 3. Januar 2011 nur eine Legislaturperiode im Kongress absolvieren. Dort war er Mitglied im Finanzausschuss und im Wissenschafts- und Technologieausschuss sowie in einigen von deren Unterausschüssen. Im Kongress vertrat er im Wesentlichen die Positionen seiner Partei. Er war unter anderem ein entschiedener Gegner des Irakkrieges und des Einsatzes in Afghanistan.
Bei der Wahl 2012 gewann er das Mandat im 9. Kongressdistrikt des Staates Florida und zog wieder in das Repräsentantenhaus ein. Nach einer Wiederwahl im Jahr 2014 kann er sein Mandat voraussichtlich bis zum 3. Januar 2017 ausüben. Am 9. Juli 2015 erklärte er seine Absicht im Jahr 2016 für den US-Senat  kandidieren zu wollen. Allerdings verlor er die Vorwahl der Demokraten im August 2016 gegen seinen Kollegen im Repräsentantenhaus Patrick Murphy.
Seit 2013 gehörte Grayson dem Auswärtigen Ausschuss und dem United States House Committee on Science, Space and Technology, sowie insgesamt vier Unterausschüssen an. 
Alan Grayson ist verheiratet und hat fünf Kinder.